# Bad Religion
Bad Religion er et amerikansk punk-rockband dannet i Californien i 1979 af Greg Graffin (sanger), Brett Gurewitz (guitar) og Jay Bentley (bas).

Musikken kan betegnes som energisk og melodisk, mens teksterne som oftest omhandler det post-moderne samfund, ikke sjældent ud fra spændingsfeltet mellem religion og videnskab. Greg Graffin er den eneste som har været involveret siden 1979. Brett Gurewitz og Jay Bentley har begge været trådt ud bandet og senere indtrådt igen. Bandet er blevet sammenlignet med NOFX, Pennywise, SNFU og det tidlige The Offspring, men bandet nævner selv The Germs, Black Flag, The Beatles og The Beach Boys som inspirationskilder.

Gurewitz grundlagde pladeselskabet Epitaph, på hvilket bandet udgav deres debut How Could Hell Be Any Worse?. Efter et par mindre udgivelser og enkelte udskiftninger i bandet, udgav de i 1988 albummet Suffer, som siden er blevet beskrevet som et album der reddede den californiske punk-scene. Bandet fik med udgivelsen af Recipe for Hate i 1993 hul igennem til et bredere rockpublikum, og de skrev efterfølgende kontrakt med Atlantic Records. Som konsekvens deraf forlod Brett Gurewitz bandet for at hellige sig sit Epitaph-selskab. Efter udgivelse af 4 albums, skrev bandet igen kontrakt med Epitaph, og Gurewitz indtrådte igen i bandet.

Bad Religion har spillet i Danmark ved flere lejligheder, her i blandt på Roskilde Festival i 1993, 1996, 2011 og Copenhell 2014 samt 2022.

## Diskografi
Studiealbummer
- How Could Hell Be Any Worse (1982)
- Into the Unknown (1983)
- Suffer (1988)
- No Control (1989)
- Against the Grain (1990)
- Generator (1992)
- Recipe for Hate (1993)
- Stranger Than Fiction (1994)
- The Gray Race (1996)
- No Substance (1998)
- The New America (2000)
- The Process of Belief (2002)
- The Empire Strikes First (2004)
- New Maps of Hell (2007)
- The Dissent of Man (2010)
- True North (2013)

EP'er, opsamlinger m.m.
- Bad Religion (EP) (1981)
- Back to the Known (EP) (1984)
- '80-'85 (Opsamlingsalbum) (1992)
- All Ages (Opsamlingsalbum) (1995)
- Tested (Live-album) (1997)
- Punk Rock Songs (Opsamlingsalbum) (2002)
- 30 Years Live (Live-album) (2010)

Video
- Along the Way (1990, VHS & 2004, DVD)
- The Riot (DVD) (2000)